# Ілюзія з тінню на шахівниці

Клітини, позначені як A і B, мають однаковий відтінок сірого.

Ілюзія з тінню на шахівниці — це оптична ілюзія, опублікована Едвардом Адельсоном, професором Vision Science Массачусетського технологічного інституту у 1995 році. На малюнку зображена шахівниця зі світлими та темними клітинами, яка частково затінена іншим об'єктом. Оптична ілюзія полягає в тому, що колір клітини, позначеної як A, здається темнішим, ніж клітини, позначеної як B. Однак, у контексті двовимірного зображення вони мають однакову яскравість, тобто вони будуть надруковані з ідентичними сумішами чорнила, або будуть зображені на екрані пікселями однакових кольорів.

## Перевірка

Прямокутник, що з'єднує дві клітини.

Те, що обидва квадрати мають один й теж самий колір, можна довести, використовуючи такі методи:
- Відкрийте малюнок у звичайному редакторі зображень, і за допомогою інструменту «Піпетка» переконайтеся, що кольори однакові.
- Клікніть по зображенню правою кнопкою миші та виберіть «Переглянути зображення». Тепер збільште зображення і тримайте палець перед обличчям, закривши клітину між А і В. Оскільки ваш палець має зовсім інакший колір, ваші очі зможуть порівнювати А та В окремо.
- Виріжте картонну маску. Переглядаючи ділянки клітин, ігноруючи навколишні фактори, ви можете усунути ефект ілюзії. Шматок картону з розрізами для очей буде працювати як маска для екрана комп'ютера, або для аркуша паперу з роздрукованим малюнком.
- З'єднайте клітини прямокутником того ж кольору, як показано на малюнку праворуч.
- Застосуйте фотометр.
- Роздрукуйте зображення і виріжте квадрати. Тримайте їх поруч[2]. Через деякий час ви побачите, що обидва квадрати мають однаковий колір.
- Ізолюйте клітини. Без навколишніх факторів ефект ілюзії розсіюється. Це можна зробити за допомогою інструменту «Піпетка» в програмах редагування зображень, таких як GIMP, для встановлення кольорів A і B, або для зміни кольору сусідніх прямокутників за допомогою інструменту «Заливання».

## Варіації ілюзії

### Мінімальна версія

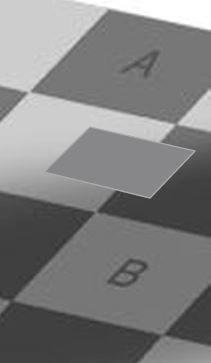
Мал. 2. Модифікована версія з багатокутником між клітинами

Звичайне збільшення частини дошки за Едвардом Адельсеном показує, що більша частина дошки та навіть циліндр, насправді надлишкові. Як видно на малюнку зліва (мал. 1), ілюзія залишається помітною навіть при збереженні невеликої частини дошки. Зорова система як і раніше намагається «побачити» 3D-об'єкт, в якому клітини А і В мають різні, на перший погляд, відтінки, хоча фактично вони ідентичні.

### Версія Flip Flop
Ще одна модифікація — між A і B додати довільний багатокутник, розміром менший за клітину, але зі схожим відтінком. Це створює ілюзорний ефект «тригера», схожий на ілюзію «Кролик-качка» і «Мої дружина і Моя теща». При погляді на зображення праворуч (мал. 2) зорова система «бачить» шахівницю або з клітиною А, інакшою за В, або з трьома сірими багатокутниками однакового кольору. Із зусиллям, мозок може бути переконаним, що бачить той чи інший колір, але ж насправді це лише ілюзія.

## Пояснення
Як пояснення того, чому саме зорова система бачить ілюзію, Адельсон зазначає, що складність для візуальної системи людини полягає у тому, що для визначення кольору об'єктів у навколишньому оточенні, недостатньо просто оцінювати освітлення поверхонь. Отже, є декілька способів, що допомагають подолати когнітивні перепони та побачити справжній відтінок об'єкту.
- Перший спосіб полягає у тому, що клітина, світліша за сусідні, ймовірно, світліше середньостатистичної клітини, і навпаки. Якщо оточити клітину іншими, темнішими за неї, вона, все одно, у порівнянні, буде світлішою за своїх сусідів.
- Ще один спосіб полягає у тому, що тіні часто мають нечіткі границі, а клітини — навпаки. Зорова система ігнорує зміну освітленості, таким чином вона може побачити справжній колір поверхонь. Зорова система не призначена, щоб слугувати експонометром, справжнім завданням цієї системи є сприйняття природи об'єктів у полі зору[3].